# Pittulie Castle
Pittulie Castle, auch Pitullie Castle, ist die Ruine eines Wohnturms etwa 800 Meter östlich von Pitsligo Castle in der schottischen Council Area Aberdeenshire. Das Tower House mit rechteckigem Grundriss stammt vermutlich vom Ende des 16. Jahrhunderts und W. Douglas Simpson bezeichnet es als eines der Nine Castles of the Knuckle, was auf die felsige Landzunge an der Küste des nordöstlichen Aberdeenshire hinweist, auf der es steht.

## Geschichte
Die heutige Niederungsburg ersetzte vermutlich eine frühere Burg an dieser Stelle. Man denkt, dass die Burg anlässlich der Heirat von Alexander Fraser und Margaret Abernethy aus Saltoun im Jahre 1596 errichtet wurde. Diese Heirat führte dazu, dass die Frasers den Adelstitel der Saltouns erbten. Die Cumines erwarben das Anwesen und ließen es ausbauen. Gegen Ende des 18. Jahrhunderts kaufte es Sir William Forbes, gab es aber dann auf.

## Beschreibung
Die Burg besteht aus einem rechteckigen Block mit einem quadratischen Turm an der Nordostecke. Es gibt zwei Ecktürmchen, die bemerkenswert niedrig sind, an den Giebeln im Nordosten und Südwesten. Der Hauptblock hat zwei Vollgeschosse und ein Dachgeschoss. Die Haupttreppe führt nur bis zum 1. Obergeschoss. Vom dortigen Rittersaal vermittelt eine Wendeltreppe in einem Türmchen den Zugang nach oben. Eine weitere Wendeltreppe in einem Türmchen, die vom 2. Obergeschoss nach außen führt, bildet den Zugang zu den höheren Stockwerken. Ursprünglich befand sich der Eingang an der Nordfassade.
Pittulie Castle gilt als Scheduled Monument.